# Recherches de houille dans le Pas-de-Calais
Après que le charbon a été découvert le 3 février 1720 à la fosse Jeanne Colard no 1 de Fresnes-sur-Escaut, de nombreuses recherches de houille ont eu lieu dans le Pas-de-Calais, tout au long des deux-cents premières années d'exploitation du Bassin minier du Nord-Pas-de-Calais. Ces recherches ont permis de prouver qu'il y avait un bassin houiller dans le Pas-de-Calais, au-delà de Douai, en plus de celui déjà connu, et exploité depuis 1692 dans le Boulonnais.
De nombreuses sociétés de recherche ont subi des échecs. Ces derniers ont en revanche permis de délimiter le bassin minier, et d'éliminer ainsi bon nombre de territoires où le charbon n'était pas présent.

## Premières recherches

### Concession Désandrouin et Taffin du 6 décembre 1736
Après la découverte de la houille à Fresnes-sur-Escaut en 1720 à la fosse Jeanne Colard no 1, puis à la Fosse du Pavé à Anzin en 1734, Messieurs Desandrouin et Taffin ne doutent pas que le terrain houiller s'étend beaucoup plus au-delà des limites du Hainaut, et qu'il devait être rencontré également dans la Flandre et dans l'Artois. Cette opinion était confirmée par l'existence de la houille, exploitée dès 1692 à Hardinghen, près de Boulogne-sur-Mer, aux fosses du Cavrel de Tassigny.
Aussi, dès cette époque, comme du reste jusque vers 1880, la formation houillère est considérée comme devant exister dans tout l'intervalle qui sépare Valenciennes de
Boulogne-sur-Mer. Messieurs Desandrouin et Taffin, persuadés que les veines qu'ils exploitent passent non seulement entre l'Escaut et la Scarpe, mais qu'elles s'étendent au-delà de cette dernière rivière et jusqu'à la Lys, craignent qu'une Compagnie rivale ne se forme à leurs côtés.
Ils demandent et obtiennent par acte royal du 6 décembre 1736, et pour une durée de vingt ans de 1740 à 1760, la concession exclusive des terrains compris entre la Scarpe et la Lys, c'est-à-dire de Valenciennes, Douai, Arras et Saint-Pol-sur-Ternoise à Aire-sur-la-Lys, Saint-Venant, Armentières et Menin.
Voici quelques extraits de l'arrêt du Conseil :

« Sur ce qui a été représenté au Roi par Pierre Taffin et Jacques Desandrouin, que les suppliants après vingt ans de travaux et avoir risqué tout leur bien, sont enfin parvenus à conduire leur entreprise à un point de perfection qui leur fait espérer de pouvoir se dédommager des dépenses immenses qu'ils ont faites. Que cependant ils ont une notion certaine que les veines des mines qu'ils font travailler passent de l'autre côté de la rivière de Scarpe, qui fait la limite de leur privilège, et qu'elles s'étendent jusqu'à celle de la Lys. Que n'ayant pas le privilège de fouiller le terrain qui sépare ces deux rivières, il serait d'autant plus à craindre qu'il ne fût accordé à d'autres, que les suppliants se verraient par là privés de débiter leurs charbons aux habitants des villes de Lille et Douai et des provinces d'Artois et de Picardie, ce qui leur ferait un tort considérable. Que d'ailleurs, en divisant les mines du Haynaut de celles qui peuvent être entre les rivières de Scarpe et de la Lys en deux Compagnies, elles se détruiraient l'une et l'autre par leur proximité, au lieu qu'en réunissant ce terrain à l'entreprise du Haynaut, elle en deviendra plus valide et par conséquent plus utile pour le bien public. Requéraient à ces causes les suppliants.
Vu la dite requête le Roi en étendant le privilège accordé auxdits sieurs Taffin et Desandrouin, leur a permis et permet de tirer exclusivement à tous autres du charbon de terre des mines, qu'ils pourront découvrir et fouiller dans le terrain qui est entre la rivière de Scarpe et celle de la Lys, pendant la durée de leur privilège. »

Desandrouin et Taffin n'ont pas profité de cette permission. En 1738, pour reconnaître les territoires de Lille et de Douai, 2 937 livres et dix sous sont dépensés. En 1739, une fosse est tentée jusqu'à 28 toises (soit environ cinquante mètres) à Faches-Thumesnil, près Lille. Elle a coûté 15 625 livres. Il ne paraît pas qu'ils aient alors fait de travaux en Artois.

### Compagnie Dona en 1741
Dans un mémoire existant aux archives d'Arras, et adressé aux États d'Artois, en date du 21 avril 1741, on trouve les détails suivants :

« L'entreprise Dona et Compagnie demande depuis plus de cinq mois la permission d'ouvrir des mines près d'Arras, dans l'espace de quatre à cinq lieues carrées, sur les territoires de Lens, Arras, Villers-au-Bois, etc., soit sur cinq lieues de longueur et sur trois lieues de largeur. Desandrouin et Taffin, qui ont obtenu par arrêt du 16 décembre 1736, le privilège des terrains situés entre la Scarpe et la Lys, font opposition à cette demande. Dona et Compagnie insistent en disant que Desandrouin et Taffin sont associés avec les exploitants du Boulonnais, et cherchent à empêcher toutes recherches dans l'Artois. Ils font des gains très considérables, etc. »

Les États d'Artois accueillent favorablement la demande de la Compagnie Dona. Mais cette nouvelle Compagnie, pas plus que celle de Desandrouin, n'a fait de travaux dans l'Artois.